# Kashmirflugsnappare
Kashmirflugsnappare (Ficedula subrubra) är en hotad asiatisk fågel i familjen flugsnappare inom ordningen tättingar.

## Kännetecken

### Utseende

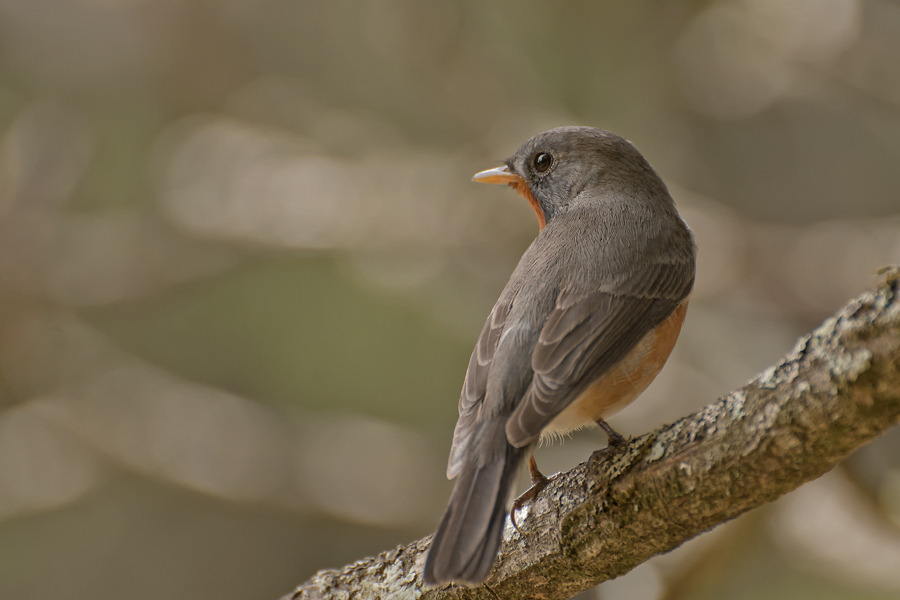

Kashmirflugsnapparen är en liten (13 cm) flugsnappare, lik sina nära släktingar mindre flugsnappare och tajgaflugsnappare med grått huvud, brun ovansida och vita sidor på den mörka stjärten. Hanen är djupare och mer utbrett röd på strupe, bröst och flanker, dessutom med en suddig svart kant. Hona och ungfågel är blekare och kan likna vissa hanar mindre flugsnappare, men det röda är mer utbrett och ofta mer framträdande på bröstet än på strupen. Vissa saknar den röda tonen och känns bäst igen på kombinationen av mörkare gråbrun ovansida, grå anstrykning över bröstet och blek näbbas.

### Läte
Kashmirflugsnapparen sjunger en kort och behaglig ramsa som på engelska beskrivs som "sweet-eet sweet-eet-did-he". Lätet är ett vasst "chak" och skallrande "purr".

## Utbredning
Kashmirflugsnapparen häckar i nordvästra Himalaya, i Neelumdalen och bergskedjan Kaz-i-nag i pakistanska Kashmir samt i indiska Pir Panjal. Vintertid flyttar den framför allt till Sri Lanka, men även till södra Västra Ghats i sydvästra Indien, framför allt Nilgiri Hills norr om Palghatpasset samt Siruvani Reserve Forest och Silent Valley National Park. Under sträcket passerar den Nepal och har tillfälligt setts i Bhutan.

## Systematik
Kashmirflugsnapparen har tidigare behandlats som underart till mindre flugsnappare (F. parva) men urskiljs numera allmänt som egen art. DNA-studier visar att den är systerart till parva och tajgaflugsnappare systerart till dessa två. Den behandlas som monotypisk, det vill säga att den inte delas in i några underarter.

## Levnadssätt
Kashmirflugsnapparen häckar i tempererade blandskogar på 1800-2700 meters höjd, framför allt med tät undervegetation och inslag av hassel, valnöt, körsbär, Salix och Perrottetia. Vintertid ses den i trädgårdar, teplantage och skogskanter ovan 750 meters höjd. Den häckar från maj till juni i naturliga hålutrymmen, allra vanligast lågt i ett Perrottetia-träd. Fågeln lämnar häckningsområdet i oktober och återvänder i slutet av mars. Paren verkar hålla ihop under vintern och etablerar ett revir som den återkommer till år efter år.

## Status och hot
Denna art har ett litet och fragmenterat utbredningsområde och en uppskattad världspopulation på endast 1500-7000 vuxna individer. Den minskar dessutom i antal på grund av habitatförstörelse, både på häckplats och i övervintringsområdet. Internationella naturvårdsunionen IUCN kategoriserar den därför som sårbar.